# 科加陨击坑
科加陨击坑（Koga）是火星凤凰湖区的一座撞击坑，其中心坐标位于南纬29.3度、西经103.8度处。根据美国地质调查局数据绘制的火星表面地质年龄图，科加周边区域形成于38到35亿年前的诺亚纪。该特征取名自坦桑尼亚城镇科加，1991年被国际天文联合会行星系统命名工作组批准接受。
该陨坑北邻尼尔陨击坑、南面和东南方分别坐落了更大的维拉特陨击坑和迪诺威克陨击坑。坑内峻峭的岩块和崖壁屹立在坑底细质覆盖层之上，坑底最深处高出火星基准面5200米，坑壁则平均高度达到6400米，因此，它深约1200米。